# Río Coruto
El río Coruto es un curso fluvial endorreico que discurre en la región altiplánica limítrofe entre el noroeste de la Argentina y el sudoeste de Bolivia. 

## Características de su cuenca
La cuenca del río Coruto se sitúa en plena Cordillera Occidental, en la faja ecológica conocida como «Puna Desértica» o «Puna Salada»
Las condiciones climáticas son de una acuciada aridez, con menos de 100 mm de precipitación anual, y temperaturas medias anuales menores a los 6 °C en los sectores de menor altitud. En invierno, por lo menos la superficie del espejo líquido se congela.
Geológicamente, su cuenca es el resultado de una prolongada actividad volcánica ocurrida en el Cenozoico Superior.

### Fitogeografía
Según la clasificación de Ángel Lulio Cabrera, fitogeográficamente las áridas estepas de su cuenca pertenecen al distrito fitogeográfico de la puna seca de la provincia fitogeográfica puneña, aunque en los sectores de mayor altitud se incluyen en el distrito fitogeográfico altoandino quechua de la provincia fitogeográfica altoandina.
La vegetación dominante son los pastizales abiertos de distintas especies del género Festuca, con arbustales muy abiertos integrados por varias especies del género Parastrephia.  En las márgenes del río Zapaleri y de su tributarios se desarrollan vegas compuestas por cojines de hierbas perennes (Rockhausenia pygmaea, Oxychloe andina, etc.). 

### Ecorregiones
Ecorregionalmente las tierras de su cuenca pertenece a la ecorregión terrestre puna seca de los andes centrales. Sus aguas se insertan en la ecorregión de agua dulce Titicaca, teniendo la particularidad de ser la única porción de dicha ecorregión en territorio argentino.

## Recorrido
El río Coruto es un corto curso fluvial que en sus aproximadamente 14 km de largo vence una diferencia altitudinal de alrededor de 600 metros. Nace en territorio fronterizo de la Argentina, en el departamento Rinconada de la provincia de Jujuy, a una altitud de 5140 m s. n. m., en las coordenadas: 22°28′59.96″S 66°53′15.63″O / -22.4833222, -66.8876750. Se forma como resultado de la unión de varios torrentes alimentados por el deshielo de las cumbres andinas.  
Enseguida atraviesa la frontera internacional argentina-boliviana; aquí la misma se forma por una línea geodésica que une la cumbre del volcán Bayo —5468 m s. n. m.— con el Hito 8 ‘‘Loma Mary Bonita’’), penetrando así en la provincia de Sud Lípez del departamento de Potosí, situado al sudponiente de Bolivia. Todo el sector boliviano se encuentra en la llamada zona de influencia de la reserva nacional de fauna andina Eduardo Abaroa.
Por su derecha el Coruto recibe los aportes de varios torrentes que nacen en el cerro Mesada Negra. Por su margen izquierda desembocan varios cursos fluviales que colectan la escorrentía de las laderas norte y oeste del volcán Bayo, el más importante de todos es el río Chojlla Chico.
Finalmente el río Coruto desemboca en la laguna homónima, a una altitud de 4539 m s. n. m., en las coordenadas: 22°26′54.78″S 66°59′31.39″O / -22.4485500, -66.9920528, en un punto situado 640 metros al nordeste de donde hace lo propio el río Volcán.